# 武生作曲賞
武生作曲賞（たけふさっきょくしょう Takefu Composition Award）は、新進作曲家による現代音楽の室内楽作品に対して与えられる日本の作曲賞である。
武生国際音楽祭、武生国際作曲ワークショップにおいて2003年より開催されていたが、2001年から作品公募は開始されていた。

## 概要
公募作品の中から譜面審査によって3作品が入選作として選ばれ、入選者は招待作曲家として武生国際作曲ワークショップのレクチャー、レッスン、演奏家とのリハーサルに参加、「新しい地平」コンサートで世界初演を経て、審査員によって1作品が受賞作として決定される。賞金は15万円。また、ワークショップで発表された邦人による全作品を対象とし、ロワイヨモン現代音楽講習会「新しき声」への招待作曲家が選出される。外国人招待作曲家作品を含むワークショップ全作品から選ばれる武生国際作曲賞の受賞者には賞状と賞金25万円が授与される。2012年の開催を最後に行なわれていない。

## 審査員
- 2003年
  - 細川俊夫

- 2004年
  - 細川俊夫

- 2005年
  - 細川俊夫

- 2006年
  - 西村朗、細川俊夫、マウリツィオ・ソテロ、ヒルダ・パレデス

- 2007年
  - 細川俊夫、伊藤弘之、望月京

- 2008年
  - 細川俊夫、金子仁美、伊藤弘之、イザベル・ムンドリー

- 2009年
  - 細川俊夫、伊藤弘之、夏田昌和

- 2010年
  - 細川俊夫、望月京、伊藤弘之、マーク・アンドレ

- 2011年
  - 細川俊夫、望月京、伊藤弘之、フランチェスコ・フィリデイ[4]

## 武生作曲賞受賞者および入選者
- 2003年
  - 江原修『Emanation』フルート、ピアノのための
  - 渡辺俊哉『アラベスク』ピアノのための
  - 今堀拓也『下降気流』フルート、クラリネット、ヴァイオリン、チェロのための

- 2004年
  - 大村久美子『Luminous Spiral』フルート、オーボエ、クラリネットのための (受賞)
  - 宮川慎一郎『Group Dynamics』クラリネット、ヴィオラ、ピアノのための
  - 谷原佐智『The Destination of This Silence』フルート、ピアノのための

- 2005年
  - 徳永崇『鎧の着け方』フルート、ヴァイオリン、ピアノのための (受賞)
  - 山根明季子『Re-Collect』フルート、チェロ、ピアノのための
  - 清水一徹『Concerto for 4 hands』ピアノ連弾、4手のための

- 2006年 
  - 金井勇『凍れる花』ヴァイオリンのための (受賞)
  - 近江典彦『地下室での状景』
  - 大原裕子『Chimera』ヴァイオリン、ピアノのための

- 2007年 
  - 稲森安太己『ウィリアム・ウィルソン』フルート、ピアノのための
  - 渡邉裕紀子『偽りの花』フルートのための
  - 山口恭子『Blind Dance』リコーダー、ピアノのための

- 2008年
  - 塚本瑛子『Affine』フルートのための[5] (受賞)
  - 平川加恵『寂光』ヴァイオリン、チェロのための
  - 江原大介『エン・カウンター バランス』テナーリコーダー、チェロのための

- 2009年
  - 小島理世『Chant des fees』チェロのための
  - 折笠敏之『Dissipation II ~irreversible process~』オーボエ、ピアノのための
  - 前田恵実『Shizuku』アルトサックスのための

- 2010年
  - 松宮圭太『la glace s'etoile, s'enchaine』フルート、ハープのための (受賞)
  - 高橋宏治『Calling』ピアノ連弾、4手のための
  - 木村真人『幻聲三連』オーボエ、ピアノのための[6][7]

- 2011年
  - 木山光『 Sonate"Études" 』ピアノのための
  - 徳備祐子『Duo』リコーダー、クラリネットのための
  - 坂田直樹『Between II』クラリネット、ヴィオラのための

- 2012年
  - イオニアス・アンジェラキス
  - 横井佑未子
  - 富田さやか[8][9]

## 武生国際作曲賞受賞者
- 2003年
  - パオラ・リヴォルシ[10]
- 2004年
  - ユハ・コスキネン 『Sogni di Dante (Dante's Dreams)』[11]

- 2005年
  - 竹内聡 『Cypress』ピアノ五重奏
- 2006年
  - ミュンフン・チョイ『弦楽四重奏曲』

- 2007年
  - フランチェスコ・フィリデイ『Concerto』フルートのための

- 2008年
  - 河村真衣 バスクラリネット、ピアノのための

- 2009年
  - フェデリコ・ガルデッラ『Nebbiæ』フルート、クラリネット、ヴィオラ、チェロのための[12]

- 2010年
  - ストラティス・ミナカキス『AGGELOI II - GRAMMIKE』リコーダー、フルート、ヴァイオリン、ヴィオラ、チェロのための